# Anima: Beyond Fantasy
Pour les articles homonymes, voir Anima (homonymie).
Anima: Beyond Fantasy (— フイアト·ルクス) est un jeu de rôle espagnol créé par Carlos B. García Aparicio et Anima Project Studios, publié par Edge Entertainment en 2005 en Espagne. Le livre de base a été édité en français en 2007 par Edge Entertainment (anciennement UbIK) et en anglais par Fantasy Flight Games en 2008.
L'aventure se déroule sur Gaïa, un univers médiéval-fantastique sombre (dark fantasy) où se mêlent toutes sortes de cultures, d'organisations et de créatures. 
Le jeu est caractérisé par une esthétique travaillée dans le style visuel manga, particulièrement par les illustrations de l'artiste Wen Yu Li, alias Wen M.
Cet univers, riche et varié, propose de jouer dans des environnements très différents, qui pourront correspondre à de nombreux styles de jeu : du nord barbare aux grands empires (pré)industrialisés, en passant par les contrées moyen-orientales, orientales et aux pays tout à fait originaux.
Le système se veut capable de permettre une liberté quasi totale dans la création de personnages, en représentant toutes les sortes de pouvoirs possibles que pourraient désirer un joueur ou un meneur de jeu, selon de grandes catégories claires : les compétences martiales, complétées par les domaines du ki (permettant d'acquérir des pouvoirs comme d'annuler son poids ou de créer des techniques de combat surnaturelles et très visuelles), les compétences furtives, les pouvoirs psychiques, la magie, complétée (ou pas) par la convocation, ainsi que d'autres domaines de spécialisation imaginables.
L'univers et le système de règles prévoient de pouvoir satisfaire tous les styles de parties, de la quête épique et combattive, à l'intrigue politique ou ésotérique tournant autour des nombreuses sociétés secrètes, en passant par les scénarios d'angoisse ou d'horreur. 
Ce jeu requiert uniquement un « dé à 10 faces » (d10) et un « dé à 100 faces » (d100).

## Le système de jeu

### Création de personnages
Tout d'abord, le jeu propose plusieurs manières de générer les caractéristiques des personnages (par jets de dés ou par répartition de points), qui sont au nombre de huit : Agilité, Constitution, Dextérité, Force, Intelligence, Perception, Pouvoir et Volonté. 
Par la suite, le joueur est invité à choisir une classe parmi les vingt proposées. Chaque classe confère quelques bonus aux compétences, ainsi que des bonus par niveaux à d'autres paramètres (points de vie, points de développement intérieur pour le ki, etc.), mais chaque classe est avant tout un profil de coûts de développement : presque chaque paramètre de la feuille de personnage devant être  acheté grâce à des points de formation (PF). Chaque classe propose donc un barème de coûts, allant de 1 à 3 PF pour un point de compétence. Le choix de la classe ne limite donc pas strictement les compétences des personnages, mais doit être fait pour permettre de développer le personnage de la manière la plus proche possible des désirs du joueur. 
Le joueur dispose également de trois points de création pour acheter des avantages, et peut également choisir jusqu'à trois désavantages, ces derniers rapportant des points de création supplémentaires. Il est important de noter qu'un personnage de classe « Sorcier » devra tout de même acheter un avantage lui permettant d'utiliser la magie. Il en est de même pour les disciplines psychiques. 
Enfin, le joueur peut répartir ses 600 points de formation initiaux (au niveau 1) dans toutes les compétences ou capacités qu'il désire, en respectant le barème de couts imposé par sa classe. Il est à noter que seuls les capacités de ki et les niveaux de voies de magie ne s'achètent pas avec des PF, mais avec des points de développement intérieur et de niveau de voie respectivement. D'autres petites étapes permettent de finaliser la création de personnage, comme les calculs des attributs secondaires.
La progression en niveaux se fait selon un barème progressif de points d'expérience, dont l'attribution est laissée principalement à la volonté du meneur de jeu. À chaque niveau, le personnage gagne 100 nouveaux PF à répartir, 5 points dans toutes ses résistances, et les bonus conférés par sa classe.

### Résolution des actions
Les jets de dés dans Anima peuvent être de deux sortes : les jets de compétence ou de résistance, qui requièrent un d100, et les jets de caractéristique, plus rares, au d10. 
Pour les jets de compétence, on jette un d100 et l'on ajoute la compétence du personnage (base due aux points investis, modificateurs de caractéristiques et bonus variés), ainsi que d'éventuels bonus et malus selon la situation. Le jet doit atteindre une valeur correspond à une difficulté (routinière, facile, moyenne, difficile, très difficile, absurde, quasi impossible, impossible, surhumain et zen) fixée par le meneur de jeu :
Jet de compétence : réussite si 1d100 + compétence + modificateurs ≥ seuil de difficulté
Les difficultés surhumaines et zen ne peuvent pas être atteintes par un être humain normal, il est donc nécessaire d'obtenir un pouvoir particulier (surhumanité ou zen) pour être capable de réussir ces épreuves.
On peut également devoir effectuer des jets opposés de compétence lorsque deux personnages sont antagonistes.
Les jets de combat (d'attaque et de défense) représentent une catégorie particulière des jets de compétences. Les personnages disposent des compétences attaque, parade et esquive — la plupart des joueurs développent en priorité une compétence de défense (parade ou esquive) afin de pouvoir atteindre une valeur plus élevée (spécialisation). En combat, l'attaquant jette 1d100 et rajoute son total d'attaque (points investis, modificateur de caractéristique et autre bonus), puis le défenseur effectue de la même manière un jet de défense. On soustrait ensuite le jet de défense au jet d'attaque et on compare à un tableau croisant ce résultat avec la valeur d'armure du défenseur. Une faible différence entre les jets entraîne un échec de l'attaque sans conséquences, alors qu'une différence positive (attaque supérieure à défense) représente une passe d'armes réussie : le tableau donne un pourcentage des dommages de base de l'arme, qui sera la quantité de points de dommages reçus par l'adversaire. Par ailleurs, le système considère que le défenseur perd ses actions restantes quand il subit des dommages pour représenter le fait qu'il n'est pas en position de force durant cet assaut. Une différence négative entre attaque et défense représente un assaut raté et convenablement défendu par l'adversaire : une des originalités de ce système est qu'un tel résultat permet au défenseur de profiter de l'ouverture suscitée par une attaque ratée en faisant immédiatement une attaque (si cela lui est permis), agrémentée d'un bonus.
Jet de combat : (1d100 + attaque + modificateurs)attaquant - (1d100 + défense + modificateurs)défenseur
le résultat de l'assaut est lu sur une table
Pour les jets de résistance, on rajoute la résistance appropriée — RPhy (résistance physique), RPoi (résistance aux poisons), RMal (résistance aux maladies), Rpsy (résistance psychique) et Rmys (résistance mystique) — au d100, et le résultat doit dépasser ou égaler un seuil de difficulté fixé par l'effet contre lequel on tente de résister.
Jet de résistance : réussi si 1d100 + Rxxx ≥ seuil
Dans certains cas, on peut être amené à effectuer un jet de caractéristique. Celui-ci s'effectue au d10, et le résultat du dé doit être inférieur à la caractéristique testée.
Jet de caractéristique : réussi si 1d10 ≤ caractéristique
On peut également devoir faire des jets opposés de caractéristiques.

### Les pouvoirs surnaturels
Dans Anima, les personnages peuvent utiliser quatre sortes de pouvoirs surnaturels :

#### Les pouvoirs duki
Ils représentent la capacité du personnage à maîtriser sa force intérieure. Aucun avantage particulier n'est indispensable à l'utilisation de ces pouvoirs. Les points de développement intérieur (octroyés par la classe, les arts martiaux ou par un avantage) peuvent servir à deux choses :
- tout d'abord, ils peuvent être utilisés pour acheter des capacités listées en arborescence selon un système de prérequis (« utilisation du ki » étant le premier) ; ces capacités sont très variées : annulation du poids, détection du ki, guérison, contrôle du ki, etc.
- ensuite, le développement intérieur permet au personnage de créer des techniques de combats incroyables (à la manière des mangas comme Naruto ou des jeux vidéo comme Final Fantasy), les « techniques de ki » ; cependant, les capacités « utilisation du ki » et « contrôle du ki » sont nécessaires pour utiliser des techniques.

Les règles du jeu proposent des règles pour créer soi-même ses techniques. Pour pouvoir utiliser une technique, le personnage doit accumuler une certaine quantité de points de ki, liés à ses caractéristiques.

#### Les disciplines psychiques
Il s'agit des pouvoirs mentaux. Pour y avoir accès, il faut un avantage particulier. On les développe grâce à des points de pouvoir psy (PPP), qui s'achètent normalement. L'accès à chacune des disciplines (télépathie, pyrokinésie, etc.) ainsi que l'accès à chaque pouvoir coûte 1 PPP. Les PPP ont également de nombreuses autres utilités pour développer les capacités mentales. 
Pour utiliser un pouvoir, le joueur doit faire un jet de la compétence «  talent psychique », et lire le résultat dans un tableau propre au pouvoir. L'utilisation des pouvoirs mentaux est donc théoriquement illimitée et instantanée, mais soumise au risque d'échec et aux répercussions que cela entraîne. 

#### La magie
Il s'agit de la capacité de manipuler la magie qui entoure le monde. Pour y avoir accès, l'avantage « don mystique » est indispensable. 
En fonction de l'Intelligence du personnage, il se voit attribuer une certaine quantité de points de niveau de voie, qui servent à acheter un score dans une voie de magie ou à choisir des sorts particuliers. Un score dans une voie confère au personnage l'accès à tous les sorts de cette voie jusqu'à un niveau de sort équivalent au score. Les voies de magie sont au nombre de onze : Air, Terre, Eau, Feu, Création, Destruction, Lumière, Obscurité, Essence, Illusion et Nécromancie. Certaines d'entre elles s'opposent, et la Nécromancie s'oppose à toutes les autres. 
Le personnage dispose également d'une certaine quantité de points de zéon, qui correspond aux points qu'il faut dépenser pour lancer un sort. Ce zéon doit être tout d'abord accumulé (comme sorti de la réserve) par le personnage en quantité suffisante pour lancer le ou les sorts qu'il désire, puis dépensé de la réserve au moment où le sort est lancé. 
L'utilisation de la magie est donc directe et sans aucun risque d'échec (on ne peut pas rater le lancement d'un sort, mais la cible peut y résister le cas échéant), cependant, elle nécessite la dépense d'une ressource par le personnage, et donc l'attente du renouvellement de la réserve de zéon pour lancer de nouveaux sorts si elle est vide.

#### La convocation et l'invocation
La convocation est un pouvoir basé sur l'utilisation de quatre compétences, « convoquer », « dominer », « lier » et « révoquer ». Bien qu'elle ne nécessite par l'acquisition d'un avantage spécifique pour être utilisée, elle nécessite la consommation, et donc la régénération du zéon du personnage. Ainsi, de nombreux convocateurs préfèreront prendre le « don mystique » afin de pouvoir prendre d'autres avantages jouant sur la régénération ou la quantité initiale de zéon. 
Il convient de distinguer convocation et invocation. La convocation permet de faire venir une ou plusieurs créatures d'un autre monde, et de les faire rester sur Gaïa en les liant éventuellement à des objets, tandis que l'invocation est la discipline qui permet d'obtenir ponctuellement l'assistance d'une entité supérieure, à la manière des invocations de Final Fantasy.
Pour convoquer une créature, il faut réussir un jet et dépenser une certaine quantité de zéon, ces informations étant regroupées dans un tableau en fonction du niveau de la créature. On peut alors tenter de la dominer ou de la lier, selon le même principe. Révoquer sers à faire disparaître les créatures convoquées par les autres. La convocation permet également sur le même principe d'obtenir un familier. Les règles de créations de créatures surnaturelles étant présentes dans le livre, le meneur de jeu a toute latitude pour inventer toutes sortes de créatures convocables. 
L'invocation, elle, ne nécessite que la compétence « convoquer » et une dépense de zéon. Cependant, auparavant, le personnage doit avoir déjà invoqué l'entité, et rempli un pacte dont les conditions varient selon l'entité invoquée. Si le pacte est rempli convenablement, le personnage pourra faire appel à l'entité aussi souvent qu'il le voudra et le pourra. Le livre de base présente quarante quatre invocations basées sur les arcanes majeurs du tarot divinatoire, purs ou inversés.

## Univers de jeu
Voir l'article sur l'Univers Gaïa.

## Ouvrages et suppléments déjà parus
- Oscar Alcañiz Muñiz et al., Anima : Beyond Fantasy : le jeu de rôle, UbIK, 2007, 322 p. (ISBN 978-84-95830-65-4)
 il comprend tout pour la création de personnage, le système de règles, une présentation de l'univers (histoire, géographie, ainsi que quelques organisations et secrets), et se termine par un bestiaire de quelques créatures et des règles pour en concevoir de nouvelles. (sorti en espagnol en 2005, en français en 2007, et anglais en 2008)

- L'Écran du meneur de jeu
 composé d'un écran cartonné, plus un livret contenant des règles optionnelles, un scénario d'introduction officiel Une Ombre dans les rêves, en 3 parties, ainsi que 20 personnages pré-tirés prêts à jouer. (sorti en espagnol en 2006, en français en 2008)

- Javier Bolado Ortiz, Kit du joueur, Edge, 2008 (ISBN 978-84-96802-02-5)
 il s'agit d'une pochette contenant une grande carte du Vieux continent au format poster, et des fiches de personnages spéciales selon les domaines de prédilection de chacun. À l'intérieur de la pochette illustrée, sont imprimés les tableaux qui peuvent être utiles aux joueurs. (sorti en espagnol en 2007, en français en 2008)

- Oscar Alcañiz Muñiz et al., Gaïa : Au-delà des Rêves, vol. 1, Edge, 2008, 304 p. (ISBN 978-84-95830-89-0)
 c'est la première partie du livre consacré au monde de Gaïa : il traite du Vieux Continent, de nombreuses organisations, des différentes religions, et comprend également des règles optionnelles, un chronologie détaillée de l'Histoire, et une nouvelle en trois parties sur un évènement marquant de l'Histoire de Gaïa. Chaque pays est décrit en détail, et de nombreux personnages non-joueurs sont mentionnés. Pour chaque contrée, le supplément fourni un à trois synopsis de scénario. (sorti en espagnol en 2007, en français en 2008)

- Carlos B. García Aparicio, Dominus Exxet : Les domaines du Ki, Edge, 2009, 140 p. (ISBN 978-84-96802-06-3)
 il s'agit d'un supplément dédié à l'approfondissement des règles de Ki et d'art martiaux. Il introduit également de nombreuses règles optionnelles, et de nouveaux concepts comme les Ars Magnus, les Héritages de Sang, et plus encore. (sorti en Espagne en 2008, sorti en France le 12 mars 2009)

- Carlos B. García Aparicio, Ceux qui marchaient parmi nous, vol. 1, Edge, 2009, 2009 p. (ISBN 978-84-96802-25-4)
 premier livre consacré aux bestiaire et aux peuples de Gaïa, il comporte aussi des règles supplémentaires comme celles de combats de masse, et une refonte du système de création de créatures avec de nouvelles options par rapport à celui du livre de base.(sorti en Espagne et en France en simultané, aux alentours du 1er octobre 2009 selon délais de livraison, donc premières réceptions des précommandes un peu avant en Espagne et un peu après en France)

- Journal du personnage masculin/féminin, Edge, 2009, 32 p. (ISBN 978-84-96802-31-5 et 978-84-96802-32-2)
 c'est un journal de 32 Pages qui permet d'approfondir la description du personnage Masculin et Féminin du joueur. Il est utilisé pour raconter les péripéties du personnages, de noter ses contacts, ses objets magiques, ses quêtes, etc. Il complète la fiche du personnage. À noter qu'il y a deux documents, pour les deux sexes. (Sorti en France au Début janvier)

- Sergio Almagro Torrecillas et al., Arcana Exxet : Les secrets du surnaturel, Edge, 2011, 136 p. (ISBN 978-84-96802-43-8)
 pendant « magique » du Dominus Exxet, Les secrets du surnaturel donnent des règles additionnelles sur la magie, comme de nouveaux domaines, de la métamagie (altération de la magie par la magie), des disciplines psychiques.

- Sergio Almagro Torrecillas et al., Prometheum Exxet : les artefacts surnaturels, Edge, 2012, 128 p. (ISBN 978-84-15334-12-5)
 supplément qui n'était pas prévu dans la gamme selon le planning donné au départ, il détaille la place des artefacts dans le monde de Gaïa, les façons de les produire, de s'en procurer, de les créer sur mesure pour ses joueurs ou PNJ, ainsi qu'un catalogue allant des plus courants et anodins aux plus grandes merveilles de l'artisanat mystique.
- Sergio Almagro Torrecillas et al., Gaïa : Volume II, Au-delà du Miroir, Edge, 2014, 206 p. (ISBN 978-84-15334-93-4)
Second supplément consacré au monde de Gaïa, il décrit les décrit les pays du Nouveau Continent, ainsi que quelques Interrègnes. De manière analogue au premier volume, des chapitres supplémentaires sur les religions, des contes et une nouvelle en trois parties complètent l'ouvrage.  ï

## Ouvrages et suppléments en prévision
Voici d'autres suppléments qui pourront sortir dans l'avenir, par ordre de parution supposé (les noms sont provisoires et donnés à titre indicatif) :
- Organisations secrètes
- Loges perdues
- Khalis : la mer de Nuages
- Lunaris : le monde des Ombres
- La Veille
- Contes oubliés
 recompilant des histoires de Gaïa
- Entre la lumière et les ténèbres
- Les Pouvoirs dans l'Ombre
 informations sur les plus puissantes organisations de Gaïa

En avril 2018, Carlos Garcia annonce à l'occasion d'un live Youtube la sortie prochaine du supplément sur les organisations secrètes, ainsi qu'une nouvelle version des règles.